# De Groenen (maandblad)
De Groenen verscheen als onafhankelijk groen maandblad voor het eerst in 1978 in Gent. Uitgever was Wilfried Van Durme, die later volksvertegenwoordiger werd voor de politieke partij Agalev.  
In 1988 werd het blad samengevoegd met het ledenblad Bladgroen van Agalev. Bladgroen werd een katern binnen De Groenen. Raf Willems werd hoofdredacteur. Dit duurde twee jaargangen, 1988 en 1989, waarna de partij de financiering stopzette en het blad opdoekte.
Van Durme ging verder met de uitgave van de "vrije groene zender", later onder de titel EcoGroen. Deze uitgave eindigde in juni 1997.